# Hold Me
Hold Me ist das vierte Studioalbum der US-amerikanischen Sängerin Laura Branigan aus dem Jahr 1985. Es erschien im Juli des Jahres bei Atlantic Records.

## Geschichte
Das Album wurde von Jack White, Harold Faltermeyer und Mark Spiro produziert und in den Studios Image Recording, Can-Am Recorders, Westlake, Bodifications und Preferred Sound (alle in Kalifornien) aufgenommen. Jürgen Koppers mischte das Album ab. Jürgen Koppers, Brian Malouf, John Kovarek, Brian Reeves, John Van Nest, Ed Thacker, Dave Concors, Tom Whitlock und David Devore waren als zusätzliche Toningenieure tätig.
Nathan East und Larry Ball spielten Bass, Michael Landau, Dann Huff und Craig T. Cooper übernahmen die Gitarrenspuren. Faltermeyer, Spiro und Eddie Arkin zeichneten für die Keyboards und Synthesizer sowie Schlagzeugprogrammierung verantwortlich, ebenso taten dies Bo Tomlyn, Michael Boddicker, Alan J. Pasqua, Steve Williams, Richard Ruttenberg, Michael Egizi und Michael Mason, Brian Malouf spielte zusätzlich Percussioninstrumente. Aus dem Album wurden vier Singles ausgekoppelt, von denen Spanish Eddie den größten Erfolg erzielte.

## Titelliste
| No. | Titel             | Autoren                                        | Produzenten                       | Länge |
| --- | ----------------- | ---------------------------------------------- | --------------------------------- | ----- |
| 1.  | "Hold Me"         | - Beth Andersen - Bill Bodine                  | - Jack White - Harold Faltermeyer | 4:43  |
| 2.  | "Maybe Tonight"   | - White - Mark Spiro                           | - White - Spiro                   | 3:37  |
| 3.  | "Foolish Lullaby" | - White - Spiro                                | - White - Spiro                   | 4:18  |
| 4.  | "Spanish Eddie"   | - David Palmer - Chuck Cochran                 | White                             | 4:08  |
| 5.  | "Forever Young"   | - Marian Gold - Frank Mertens - Bernhard Lloyd | White                             | 3:52  |

| No.          | Titel                            | Autoren                            | Produzenten           | Länge |
| ------------ | -------------------------------- | ---------------------------------- | --------------------- | ----- |
| 6.           | "When I'm with You"              | - White - Spiro - Faltermeyer      | - White - Spiro       | 4:12  |
| 7.           | "I Found Someone"                | - Michael Bolton - Mark Mangold    | - White - Faltermeyer | 4:00  |
| 8.           | "Sanctuary"                      | - Gary Usher - Tom Kelly           | White                 | 3:32  |
| 9.           | "Tenderness"                     | - White - Spiro - Laura Branigan   | - White - Spiro       | 3:42  |
| 10.          | "When the Heat Hits the Streets" | - Linda Schreyer - Cappy Capossela | Spiro                 | 3:43  |
| Gesamtlänge: | Gesamtlänge:                     | Gesamtlänge:                       | Gesamtlänge:          | 39:47 |

## Rezension
William Ruhlmann schrieb bei AllMusic: „Laura Branigan began to falter in her quest to be the white, '80s Donna Summer with her fourth album, which failed to scale the sales heights of her first three, despite another clutch of dramatic, heavily produced Eurodisco tracks, three of which found their way onto the singles charts.“ Es wurden drei von fünf Sternen vergeben.

## Charts
Das Album erreichte Platz 71 der US-amerikanischen Billboard 200 und war 15 Wochen darin platziert.